# Maxime Colin
Maxime Colin (ur. 15 listopada 1991 w Arras) – francuski piłkarz występujący na pozycji obrońcy. Od sezonu 2023/2024 zawodnik FC Metz.